# Xavier Novell
Xavier Novell i Gomà (Montfalcó d'Agramunt, 20 de abril de 1969) es un eclesiástico católico español, que se desempeña como ingeniero técnico agrícola. Fue obispo de Solsona, desde 2010 hasta su renuncia en 2021.

## Biografía
Nació el 20 de abril de 1969 en la localidad de Montfalcó d'Agramunt, del municipio español de Ossó de Sió. 
Obtuvo el título oficial de ingeniero técnico agrícola por la Universidad de Lérida (1987-1990). Tras realizar estudios en la Pontificia Universidad Gregoriana, obtuvo la licenciatura (1997) y el doctorado (2004) en Teología. 
Es políglota, ya que habla castellano, catalán, italiano, francés y conoce el inglés.

### Sacerdocio
Su ordenación sacerdotal fue el 6 de julio de 1997, en Tárrega (Lérida); incardinándose en la diócesis de Solsona. 
Como sacerdote desempeñó los siguientes ministerios:
- Vicario parroquial de "Sant Jaume", de Mollerusa (1997-2001).
- Profesor de Antropología Teológica en el Instituto de Ciencias Religiosas de Lérida (1998-2002).
- Secretario general y canciller diocesano (2005-2008).
- Profesor de Antropología teológica en la Facultad de Teología de Cataluña.
- Secretario particular del obispo Jaume Traserra.
- Canónigo de la Catedral Basílica de Solsona.
- Miembro del Consejo Presbiteral, de Consultores, diocesano de Gobierno y Pastoral diocesano.
- Coordinador de las Delegaciones diocesana y colaborador en la parroquia de la catedral de Solsona.
- Vicario episcopal para Asuntos Económicos.

El 23 de julio de 2008, el papa Benedicto XVI le concedió dignidad de Capellán de Su Santidad, que lleva anexo el tratamiento de monseñor.

## Episcopado

### Obispo de Solsona
El 3 de noviembre de 2010, el papa Benedicto XVI lo nombró obispo de Solsona. Fue consagrado el 12 de diciembre del mismo año, en la Catedral Basílica de Solsona; a manos del arzobispo Luis Ladaria Ferrer SJ; contando con cuarenta y un años, siendo en aquel momento el obispo más joven del episcopado español. 

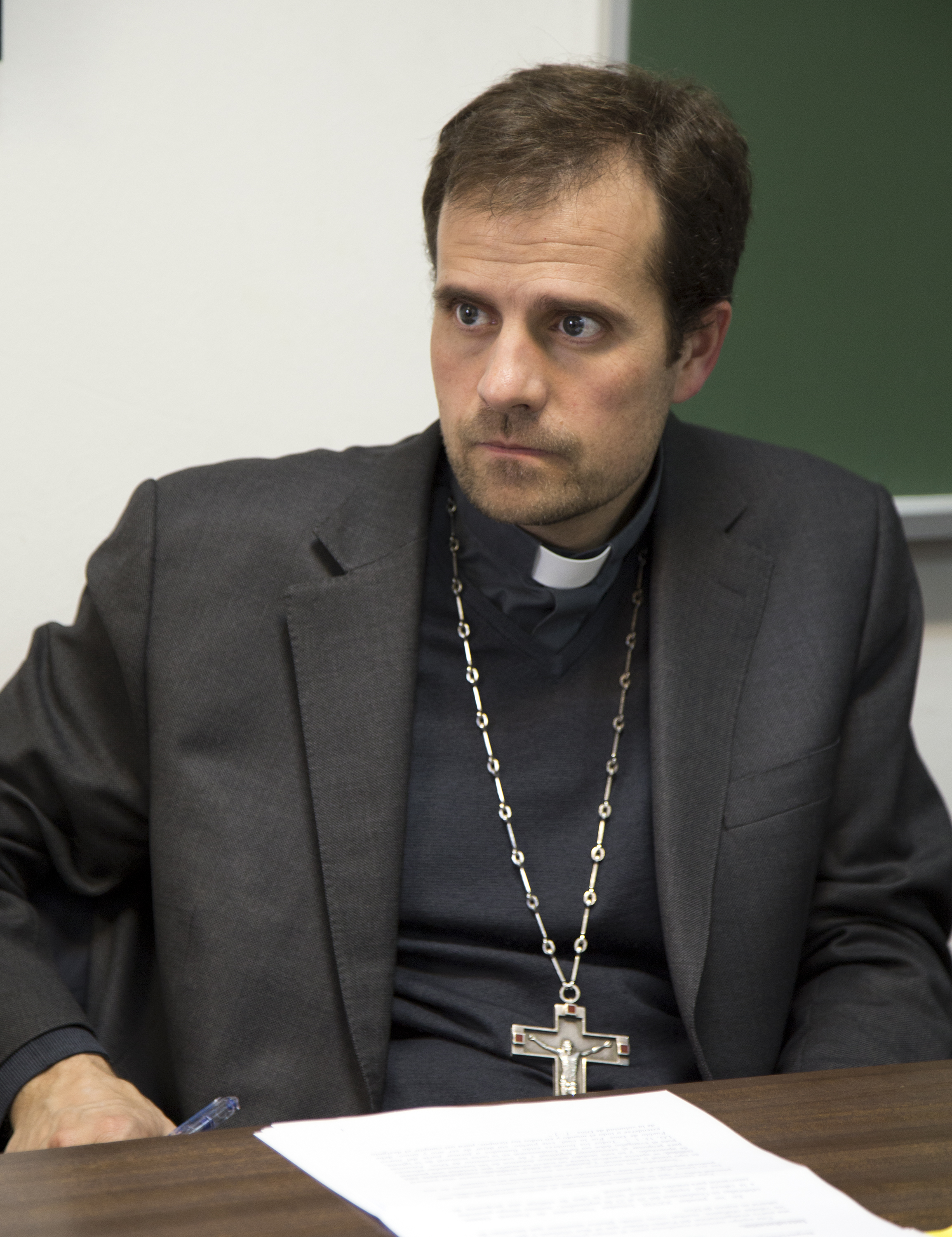
Xavier Novell en 2014.

En la Conferencia Episcopal Española (CEE), fue miembro de la Comisión episcopal de Apostolado Seglar (2011-2013), de Migraciones (2017-2020) y de Pastoral Social y Promoción Humana (2020-2021). En la Conferencia Episcopal Tarraconense (CET), fue el presidente de la Comisión Interdiocesana de Apostolado Seglar.
Durante la pandemia de coronavirus en España, Novell dio positivo por COVID-19 el 27 de octubre de 2020.

### Renuncia
El 23 de agosto de 2021 el papa Francisco aceptó su renuncia como obispo de Solsona, nombrando a un administrador apostólico al mismo tiempo. La renuncia estuvo motivada por la relación sentimental que Novell mantenía con Silvia Caballol, psicóloga clínica, sexóloga y autora de narrativa erótica. La pareja contrajo matrimonio civil el 22 de noviembre en el municipio barcelonés de Suria, y Novell comenzó a trabajar en una empresa dedicada a la elaboración de dosis para la inseminación artificial porcina.
El 11 de diciembre de 2021, el entonces administrador apostólico de Solsona, Román Casanova, calificó la decisión de Novell como «grave» y anunció que este quedaba canónicamente suspendido latae sententiae, sin perjuicio de «otras posibles consecuencias que pudieran seguirse canónicamente», de modo que Novell conserva su condición de obispo, pero no puede ejercer las funciones del cargo, como la administración de los sacramentos y otras actividades magisteriales.

## Vida posterior
El 7 de abril de 2022, Silvia Caballol dio a luz a dos gemelas, a quienes nombraron Coaner y Míriam. En abril de 2024, Novell contrajo matrimonio religioso con Caballol tras recibir una dispensa del papa Francisco, regularizando así su situación canónica.
En mayo de 2024, durante una entrevista en Espejo público, Silvia Caballol explicó los motivos que llevaron a su esposo a abandonar el obispado: «Cuando empezó a sentir unos sentimientos que no entendía, que no le habían pasado en 50 años, él no quería tener una doble vida, no quería defraudar a nadie».
En noviembre de ese año, antes de una entrevista a su esposa, Novell fue abordado por el presentador del programa Col·lapse, del canal catalán TV3. En esa ocasión, rompió su silencio y declaró: «Hice una cosa que me hizo mucho bien. El personaje del obispo quedó ahí y que cada uno haga la valoración que quiera».

## Posiciones políticas e ideológicas
Simpatizante con el independentismo catalán, anunció su intención de votar en el referéndum de independencia de Cataluña de 2017.
Novell se mostró como un estricto oponente al aborto y apoyó la muy controvertida terapia de conversión para homosexuales, que está penada en España. Según Der Spiegel, como obispo también realizó exorcismos.

## En la cultura popular

### Teatro
El 11 de junio de 2022 se estrenó en Solsona Lo del bisbe ("Lo del obispo"), una comedia inspirada en la vida de Xavier Novell y su relación con Silvia Caballol. La obra, producida por Lacetània Teatre y dirigida por Aleix Albareda, retrata con humor los acontecimientos que rodearon a la pareja. «La obra se ha escrito sola», comentó Albareda, autor y director, haciendo alusión al carácter insólito y mediático de la historia.

### Televisión
La pareja Novell-Caballol reveló que varias productoras, entre ellas La Manchester (de Ricard Ustrell), Minoria absoluta (de Toni Soler), Unicorn Content (de Ana Rosa Quintana), Mediacrest y Producciones del Barrio (de Jordi Évole), les propusieron convertir su historia en el argumento de un proyecto televisivo de serie de ficción. Ante estas propuestas, Xavier Novell se negó, optando por mantenerse al margen y continuar con su vida privada. Por su parte, Silvia Caballol reconoció que, en cierto modo, existe en ella el deseo de inmortalizar un proceso tan inusual. No obstante, también manifestó su preocupación por las personas implicadas indirectamente en la historia.
En marzo de 2025, la pareja cerró un preacuerdo con La Manchester, de Ricard Ustrell, buscando plataformas para emitir la serie de ficción.